# 亚逸拉惹高速公路
亚逸拉惹高速公路（英語：Ayer Rajah Expressway），简称AYE，从新加坡南部的滨海高速公路的西端延伸到西面的大士，靠近位于大士的马新第二通道。与滨海高速公路和东海岸公园大道一起，构成了新加坡第二条东西向走廊，成为泛岛高速公路重要组成部分。2013年12月29日滨海高速公路启用后，东海岸公园大道不再和亚逸拉惹高速公路连接在一起。